# Machel Montano
Machel Mondano (Trinidad e Tobago, 24 novembre 1974) è un cantante trinidadiano, produttore discografico e compositore con sede a Trinidad e Tobago.

## Soca
Egli è il cantante della popolare band soca The HD Family ed è molto noto per l'energia che dimostra sul palco e nei concerti. Durante la sua carriera, iniziata oltre 30 anni fa, ha registrato alcune canzoni insieme a molti dei gruppi più popolari come: Beenie Man, Wyclef Jean, Canibus, Shaggy, Sparrow, Vybz Kartel, Mohombi, G-Unit, Buju Banton, Doug E. Fresh, Pitbull, Busta Rhymes e molti altri. Nel 1987 è stato il più giovane finalista a vincere il Festival della Canzone nei Caraibi. Di recente si è spostato nella zona di Los Angeles ma è anche noto nella zona di New York dato che ha effettuato molti concerti a Madison Square Garden.

## Gli inizi della carriera
Nato a Carenage (nell'est di Trinidad), la sua famiglia si trasferì a Siparia, nel sud, quando era molto giovane. Machel ha frequentato il Siparia Boys R.C., poi cambiò e si iscrisse al Presentation College, una prestigiosa scuola di secondo grado a San Fernando, dove si trovava nel coro guidato dalla signora Cynthia Lee-Mack. Machel raggiunse la fama già da bambino, a 9 anni, con la canzone Too Young To Soca, mentre era ancora a nella scuola primaria. Nel 1984, insieme a suo fratello maggiore Marcus e i vicini di casa, il gruppo Pranasonic Express era stato creato e nel 1989 la band cambiò nome in Xtatik. Machel è padre di tre figli: un maschio di nome Nicholas (14 anni) e le due figlie Meledi e Malaya Journey rispettivamente di 14 e 11 anni.

## I concetti di Machel HD
La band sviluppata da Montano ha cambiato molte volte il proprio nome, ad esempio: Clamydia, The Circus Xtatik, Xtatik, The Road Marching Band e The Band of the Year. Dal 2007 divenne noto come Machel Montano HD (HD sta per High Definition), promuovendo il suo concetto dicendo che lui è il primo essere umano ad andare in alta definizione. Egli sostiene che questo è una rappresentazione dell'evoluzione della sua musica nel corso degli ultimi venticinque anni e del miglioramento del suo stile con cui la sua musica è rappresentata ai suoi fan tramite radio, televisioni e performance live. Fa parte di una campagna a Trinidad e Tobago per promuovere una guida sicura Arrive Alive. Parte della sua campagna pubblicitaria che circonda Montano dal 2007 è il suo tour bus HD, un autobus di venti anni fa che del Public Transport Service Corporation (PTSC) che è stato rifatto a nuovo con una stanza da letto, bagno, TV di ultima generazione, accesso a internet e costosi sistemi audio. Dopo il suo debutto nel 2007, il bus è stato ri-verniciato per il 2008 con le nuove immagini di Machel con le varie foto della copertina dell'album del suo CD, Flame On. Il bus viene anche utilizzato nei suoi video per Jumbie (2007) e Rollin/Blazin d Trail (2008). Nel maggio del 2012 il cantante ha lanciato il video musicale per la sua hit Bottle of Rum un singolo di grande successo.

## Discografia

### Solo Album
- Too Young to Soca? (1986)
- Soca Earthquake (1987)
- Dr. Carnival (1988)
- Katch Ya! (1989)
- Breakin Out! (1990)
- One Step Ahead! (1991)
- 2000 Young To Soca (2000 Re-Edition)
- The Xtatik Experience (2005)
- B.O.D.Y. (2006)
- The Book of Angels (2007)
- Flame on (2008)
- Heavenly Drum (2009)
- The Return (2011)
- Double M (2012)
- Going for Gold (2012)
- Machelements (Volume 1) (2013)
- Happiest Man Alive (2014)
- Monk Monte (2015)
- Monk Evolution (2016)

### Xtatik Album
- X Amount Ah Sweetnesss (1992)
- Soca Style Hot (1993)
- By All Means (1994)
- Loose Yuh Waist (1995)
- Men At Work (1996)
- Heavy Duty (1997)
- Xtatik Live (1997)
- Charge (1998)
- Any Minute Now (1999)
- Here Comes the Band (2000)
- Same High (2001)
- On the Cusp (2002)
- The Xtatik Circus (2003- as "Xtatik Band 5.0")
- The Xtatik Parade (2004)